# Alexandre Jacob (peintre)
Alexandre Jacob, né le 14 août 1876 à Paris et mort le 22 mars 1972 à Créteil, est un artiste peintre français.

## Biographie
Alexandre Louis Jacob est le fils de Jean Pierre Jacob, tailleur, et de Pauline Virginie Prud'homme, blanchisseuse
.
Élève d'Eugène Claude, il expose au Salon de 1899 à 1914.
Il obtient notamment en 1908 une mention honorable, le prix Raigecourt-Goyon en 1911, et la médaille d’or en 1914.
Lorsque la Première Guerre mondiale est déclarée, il est mobilisé dans le 23e R.I.T., passe au Génie, et ne se retire qu'en janvier 1919.
En 1929, il épouse Joséphine Augustine Marie Bénard, le peintre Ernest-Marie Pernelle est témoin du mariage.
Il obtient en 1937, une médaille d’or pour l’Exposition universelle.
Il meurt à Créteil, le 22 mars 1972, à l'âge de 95 ans.

## Distinctions
- Palmes académiques (1908)
- Rosette d'Officier de l'Instruction publique (1914)
- Chevalier de la Légion d'honneur (1957)[6].